# Rana boylii
Rana boylii és una espècie de granota de la família dels rànids i de l'ordre dels anurs.

## Distribució geogràfica
Es troba a Mèxic i als Estats Units.